# Kilidsch
Der Kilidsch (auch Kilij, türkisch Kılıç) ist ein spätmittelalterlicher türkischer Säbel, der etwa seit dem 15. Jahrhundert zur Standardausrüstung osmanischer Soldaten gehörte. Die Waffe hat zwei besondere Merkmale, zum einen den Griff, der in eine zur langen Schneide hin gekrümmten Kugel (auch schneckenförmig) ausläuft, mit dem entsprechenden Parier und die Klingenform, die bis zur Klingenmitte gerade ist, dann einen Knick macht und dann wieder gerade ist. Dazu kommt die kurze Schneide (Jelman) an der Rückseite der Klinge. 
Der Adjemi-Kilidsch ist eine Mischform mit dem typischen Kilidsch-Griff und einer Shamshir- oder Saife-Klinge (Shamshir). 

## Beschreibung
Der Kilidsch besitzt eine lange, stark gebogene Klinge, die im vorderen Bereich (türk. Jelman) breiter wird, um den Schwung beim Hieb zu verstärken. Auf diese Weise können Panzerungen besser durchbrochen und dem Kampfgegner besonders schwere Schnittverletzungen zugefügt werden. Aufgrund seiner Breite und der Gewichtsverteilung eignet sich ein solcher Säbel hingegen weniger gut als Stichwaffe. Die zunächst nur schwach ausgeführte Verbreiterung wurde im 14. und 15. Jahrhundert immer betonter und auffälliger ausgestaltet und entwickelte sich zum Erkennungszeichen des türkischen Säbels. Die Parierstange des Kilidsch ist kreuz- oder sternförmig und meist überdurchschnittlich lang. Das Heft besteht aus Holz, Horn oder Bein und läuft am hinteren Ende schneckenförmig zusammen, um zu verhindern, dass der Säbel beim Kampf aus der Hand rutscht.

## Geschichtliche Einordnung
Im Arabisch, Persisch und Türkisch sprechenden Bereich werden Blankwaffen bis heute systematisch anders als in Europa üblich geordnet; es fehlt insbesondere die begriffliche Unterscheidung zwischen Säbel und Schwert (das türkische Wort kılıç, das arabische Wort saif und das persische Wort shamshir bedeuten übersetzt einfach nur ‚Schwert‘, wie wohl die entsprechenden Waffen meist über gekrümmte und in der Regel einschneidige Klingen verfügen). Säbel mit sehr stark gebogener Klinge nennt man Kilidsch, Säbel mit schwächer gebogener Klinge Saif.
Frühformen des Kilidsch entstanden wohl in der zweiten Hälfte des 13. Jahrhunderts, als bei den Kreuzzügen die Nachfrage nach einer Klinge wuchs, die den im Durchschnitt schwereren, Knochen zerschneidenden Schwertern fränkisch-normannischer Bauart ebenbürtig waren. Die bis dahin im orientalischen Raum verbreiteten Säbel waren zur Spitze hin verjüngend konstruiert und hauptsächlich dafür ausgelegt, einem nur leicht gepanzerten Gegner Schnittverletzungen beizubringen.
Wie die ältere Forschung erkannte, rüsteten sich die fränkischen Ritter in den Kreuzfahrerstaaten anstelle von herkömmlichen Schwertern gern mit orientalischen Säbeln aus, was auf Vorteile des niedrigeren Gewichts und eine bessere Schneidleistung zurückgeführt wurde. Boeheim hielt dies unter anderem durch Kupferstiche und zeitgenössische Beschreibungen der Kreuzzugszeit für nachgewiesen. Die neuere Forschung wendet dagegen ein, dass Säbel und Schwerter als Hieb- und Stichwaffen prinzipiell derselben Gewichtsklasse zugehörten und sich auch in der Schnittleistung nicht wesentlich unterschieden, zumal Schwerter auch im orientalischen Raum belegt sind.
Im Westen waren gekrümmte Klingen zunächst Krummschwertern vorbehalten, deren Aussehen und Namensgebung stark variiert (französisch Sauveterre, Cimeterre, italienisch Coltelacio, Stradiot und Dussack, deutsch Kordelatsch oder Kordalätsch). Zwar finden sich bereits im früheren Mittelalter Reitersäbel beispielsweise awarischen Ursprungs im Besitz fränkischer Adliger, aber erst im Gefolge der Kreuzzüge und der Türkenkriege fand der Säbel in Europa nachhaltige Aufnahme und setzte sich in späteren Jahrhunderten als Nahkampfwaffe gegen das Schwert durch. Allerdings sind rein europäische Waffenentwicklungen des Spätmittelalters wie die Falchion oder das Lange Messer unabhängig vom Kilidsch entstanden und dürfen nicht mit orientalischen Säbeln in Zusammenhang gebracht werden.
Nachbarvölker und unmittelbare Gegner des Osmanischen Reichs sowie die Bewohner der türkisch eroberten Gebiete übernahmen dagegen häufig die osmanische Säbelform. Auch in Europa erfreuten sich derartige „Türkensäbel“ in der frühen Neuzeit (also der Zeit der türkischen Eroberungen im Mittelmeerraum, in Südosteuropa und Vorderasien) großer Beliebtheit und Wertschätzung, da die Verarbeitung und Materialbeschaffenheit außerordentlich gut war. Teilweise wurden wertvolle Klingen aus Damaszenerstahl hergestellt, die sich durch besondere Optik, Flexibilität und Schnitthaltigkeit auszeichneten.
Diese Säbel verloren ihre Bedeutung auch mit dem Aufkommen von Feuerwaffen nicht: Der Kilidsch ist bis zum heutigen Tage in der Bewaffnung der von der osmanischen Kultur beeinflussten Länder und Regionen präsent.